# 블레스 브리지
블레스 브리지(영어: Bles Bridges, 본명: 로런스 존 게이브리얼 브리지스(Lawrence John Gabriel Bridges), 1946년 7월 22일 ~ 2000년 3월 24일)는 남아프리카 공화국에서 1946년 7월 22일에 출신한 남성 가수이다.
아일랜드의 출신인 할아버지가 그를 '블레스'라는 별명으로 불러서 1982년에 이 이름으로 활동하게 되었다.
그는 삶과 장미를 사랑하여 그의 공연에 온 전에 여성 관객에게 장미를 선물했다고 한다.
80년대에 암을 극복하고 활동을 이어나갔으나, 2000년 3월 24일에 교통 사고로 지금은 고인이 되었다.
대표곡으로는 요들송인 'Sy Leer My Om Te Jodel'등이 있다.